# Nkongsamba
Nkongsamba ist eine Stadt im Südwesten von Kamerun ca. 145 km nördlich von Douala. Sie ist Verwaltungssitz des Départements Moungo in der Region Littoral. Es leben 104.050 Einwohner in ihr (2005).

## Geographie
Nkongsamba liegt an einem Ausläufer des Hochlandes von Adamaua, auf etwa 830 m über dem Meeresspiegel. Sie liegt auf sieben Hügeln zwischen alten Vulkankratern, dem 2411 m hohen Manengoubamassiv im Westen und dem 1825 m hohen Nlonako im Osten. Auf dem fruchtbaren Boden dieser Region werden Pfeffer, Kakao, Kaffee, Bananen und Ananas angebaut.

## Geschichte
Die Stadt ist 1912 als Samba mit dem Bau der als Manegubahn bezeichneten Eisenbahnlinie Bonabéri–Nkongsamba unter deutscher Verwaltung entstanden. Die geplante Weiterführung der Strecke Richtung Norden nach Bafoussam, Foumban, Banyo und Garoua wurde nie verwirklicht. Richtung Süden wurde sie mit der Überquerung des Flusses Wouri bis Douala ausgebaut und ist nun als Nordbahn bekannt. Der Verkehr ist aber mittlerweile von Nkongsamba bis Mbanga eingestellt. Nur noch die Weststrecke zwischen Douala und Mbanga und weiter nach Kumba wird regelmäßig befahren. Während der deutschen Kolonialzeit hielt die Telekommunikation in Nkongsamba mit dem Bau einer Telegraphenanstalt Einzug. 1914 wurden Fernsprechdoppelleitungen der Deutschen Reichspost entlang der Nordbahn bis nach Nkongsamba verlegt. Mit Beginn des Ersten Weltkriegs wurde die Stadt von den Briten besetzt und gelangte 1916 unter französische Verwaltung.
Nkongsamba ist Teil des Moungo auch bekannt in der kamerunischen Geschichte als Territorium des Königs Ekandjoum Joseph. Die Kolonialen Mächten teilten das Gebiet von dem König nach ihren eigenen wirtschaftlichen Interessen in Bezirke, Departements auf. Kamerun und andere afrikanische Länder wurden später im 20. Jahrhundert, in den 1960er Jahren, gegründet. Der König von Moungo Seine Majestät Ekandjoum Joseph gilt als angesehener König, der der deutschen Besatzung standhalten konnte und war so mächtig, dass die deutschen Besatzer ihn nicht ausschalten konnten.

### Entstehung
Als die deutsche Regierung Königstraining anbot und sie aufforderte, nach Deutschland zu gehen und ihre Kinder zu schicken, lehnte der König ab. Er vertraute der Kolonialen Administration nicht, die zuvor sein Verwandter und bester Freund Douala Manga Bell hingerichtet hatte. Dann wird ein Sympathisant der Kolonial Deutschen Macht genannt Pandong seine Söhne nach Deutschland schicken. Diese werden ein Komplott mit der Kolonialverwaltung in Berlin organisieren, um das Territorium von König Ekandjoum Joseph zu spalten. König Ekandjoum Joseph ist bekannt als der letzte König des Moungo-Königreichs, bevor Kamerun gegründet wurde, und er stammt aus einer tausendjährigen Bantu Dynastie.
König Ekandjoum Joseph hat Bücher über sein Volk und sein Königreich namens Moungo geschrieben. Sein aktueller Nachfolger ist Seine Majestät Joseph Noah Ekandjoum.

## Infrastruktur

### Wirtschaft
Die Stadt ist das Zentrum eines Kaffee- und Bananenanbaugebietes. An Betrieben bestehen unter anderem Sägemühlen, Brauereien und Palmölverarbeitung. Zudem existiert ein Lehrerseminar, technische Schulen und ein Forschungsinstitut für Kakaoanbau.

### Verkehr
Nkongsamba liegt an der gut ausgebauten Straße N5 die Douala mit Bafoussam verbindet. Der Eisenbahnverkehr auf der Bahnlinie nach Douala am Atlantischen Ozean ist eingestellt.
Mit seinem nationalen Flugplatz ist Nkongsamba auch auf dem Luftweg zu erreichen. 
- IATA-Flughafencode: NKS
- ICAO-Flughafencode: FKAN

## Bevölkerung
Die Bevölkerungsentwicklung der Stadt:
| Jahr          | Einwohner |
| ------------- | --------- |
| 1976 (Zensus) | 70.464    |
| 1987 (Zensus) | 85.420    |
| 2005 (Zensus) | 104.050   |

## Religionen
Nkongsamba ist Bischofssitz der gleichnamigen katholischen Diözese mit ihrem Bischof Dieudonné Espoir Atangana.

## Persönlichkeiten
- Ernest Wanko (1934–2015), Leichtathlet und Sportfunktionär
- Daniel Kamwa (* 1943), Filmregisseur und Schauspieler
- Francine Gálvez (* 1966), spanische Journalistin und Moderatorin
- Fabien Tchenkoua (* 1992), Fußballspieler
- Diederrick Joel (* 1993), Fußballspieler